# United States Transportation Command
Le United States Transportation Command - TRANSCOM est un des onze Unified Combatant Command dépendant du département de la Défense des États-Unis (DoD).

## Missions
La mission de l'USTRANSCOM est d'assurer la projection de forces terrestres, maritimes et aériennes pour le compte du département de la Défense, que ce soit en temps de paix ou en temps de guerre.
L'USTRANSCOM, basé à la Scott Air Force Base en Illinois, a été créé en 1987. L'USTRANSCOM est sollicité, en tant qu'unique responsable, pour la coordination du personnel et des moyens de transport permettant la prévision et la maintenance de troupes, n'importe quand, n'importe où et aussi longtemps que nécessaire.

## Composantes
l'USTRANSCOM coordonne des missions sur toute la planète, en utilisant des ressources à la fois militaires et commerciales. Il comprend trois commandements subordonnés :
- Air Mobility Command de l'US Air Force
- Military Sealift Command de l'US Navy
- Surface Deployment and Distribution Command de l'US Army

Air Mobility Command, (AMC), la composante aérienne de l’USTRANSCOM, est également basé à Scott AFB. L'AMC et l’USTRANSCOM sont commandés par la même personne. La flotte de l’AMC peut assurer le réapprovisonnement en carburant et déposer des personnes et du fret partout dans le monde en quelques heures. La force aérienne se compose de : C-17 Globemaster III, C-5 Galaxy, C-141 Starlifter, KC-135 Stratotanker, KC-10 Extender, et C-9 Nightingale. Des long-courriers de la Civil Reserve Air Fleet sont disponibles durant des urgences nationales, des appareils commerciaux pouvant être réquisitionnés pour transporter des troupes et du matériel militaires en période de crise.
Military Sealift Command, (MSC), la composante maritime de l'USTRANSCOM fournit un transport efficace partout dans le monde pour le DoD en temps de paix ou de guerre. Basé à Washington, DC, le MSC est un mix d'une structure étatique et commerciale pour ses trois fonctions de base :
- pont maritime d'urgence = acheminer des équipements des États-Unis vers le théâtre des opérations dans le monde
- pont maritime prépositionné, est sous l'autorité du USTRANSCOM dès que les bâtiments ont été remis à la flotte d'usage courant
- pont maritime de soutien, the life line to keep deployed forces continuously supplied. MSC assets include Fast Sealift and Ready Reserve Force ships. In addition, MSC charters and books space on commercial ships.

Le Surface Deployment and Distribution Command, (SDDC), basé à Alexandria, Virginie, avec son centre opérationnel à Fort Eustis en  Virginie, est la composante terrestre et le responsable de la première distribution pour la mission de l'USTRANSCOM. La mission du SDDC est de fournir un commandement et un contrôle sur une aire globale de déploiement de surface et de distribuer les opérations pour atteindre les National Security Objectives en paix ou en guerre. SDDC est présent dans 24 ports en eau profonde dans le monde. Sur une année moyenne, SDDC gère :
- 3,7 millions de tonnes de fret ;
- 500 000 déménagements personnels ;
- 600 000 expéditions domestiques ;
- 72 000 véhicules personnels ;
- 518 000 passagers.

Le SDDC possède 10 000 conteneurs et 1 350 wagons et travaille avec la Federal Highway Administration pour designer le Strategic Highway Network.

## Histoire
La Seconde Guerre mondiale, le blocus de Berlin, la guerre de Corée et la guerre en Asie du Sud-Est ont montré le besoin, pour la sécurité nationale des États-Unis, de maintenir un système opérationnel de transport.
En 1978, cependant, l'exercice de commandement Nifty Nugget a montré un fossé d'incompréhension entre les militaires et les civils qui y participaient : les plans de mobilisation et de déploiement échouèrent et le résultat fut que l'OTAN et ses alliés "perdent la guerre". De Nifty Nugget, on en tira deux recommandations primordiales. Premièrement, les Transportation Operating Agencies (plus tard appelés les Transportation Component Commands) devraient rendre compte directement aux Joint Chiefs of Staff (JCS). Deuxièmement, le JCS devrait avoir un seul et unique chef pour le déploiement et l'exécution. En 1979, le JCS a créé le Joint Deployment Agency (JDA) à la base MacDill Air Force Base en Floride.
En dépit de ses nombreux succès, le JDA ne conserva pas son activité. Même si le JDA avait la responsabilité pour des procédures de déploiement intégrées, il n'avait pas l'autorité pour diriger les Transportation Operating Agencies ou les Unified and Specified Commanders in Chief pour prendre des actions correctives, garder à jour les bases de données ou respecter les jalons d'un plan. Selon plusieurs études indépendantes sur les Transports, le département de la Défense (DoD) avait besoin de consolider des transports. En conséquence, le 18 avril 1987, le président Ronald Reagan ordonna au secrétaire à la Défense de créer un Unified Transportation Command (UTC), ceci grâce au Goldwater-Nichols Act qui révoquait la loi interdisant la consolidation des transports militaires.
L'UTC Implementation Plan (IP) donnait les grandes lignes des responsabilités, fonctions et organisations du nouveau commandement unifié. Baptisé United States Transportation Command (USTRANSCOM), sa mission était de fournir une logistique par air, par mer et par terre pour satisfaire les besoins nationaux. Il y avait trois composants :
- Air Force's Military Airlift Command (remplacé par Air Mobility Command en 1992)
- Navy's Military Sealift Command
- Army's Military Traffic Management Command, (renommé Military Surface Deployment and Distribution Command en 2004).

Les missions et les fonctions du JDA furent transférées à l'USTRANSCOM le 18 avril 1987, quand l'agence devint le Directorate of Deployment. L'IP fut basé à Scott AFB en Illinois pour bénéficier de l'expertise du Military Airlift Command. Le 22 juin 1987, le président nomma le général Duane H. Cassidy, premier commandant de l'USTRANSCOM et le 1er juillet le sénat confirma cette nomination. Le commandant de l'USTRANSCOM reçoit des ordres opérationnels du National Command Authority (NCA) via les chefs du Joint Chiefs of Staff.
L'USTRANSCOM est apparu, en première analyse, comme le remède au système de transports du DoD fragmenté et souvent critiqué. Sa création a donné pour la première fois aux États-Unis, un commandant 4 étoiles d'une unité de combat unifié, unique point de contact pour les clients du Defense Transportation System (DTS) et à même de défendre le DTS devant le Congrès. Mais il apparut bientôt qu'en réalité le tout nouveau commandement unifié avait été à moitié créé. L'IP permettait aux services de conserver leurs affrètements pour leurs modes de transport respectifs. Même plus restrictif, le document limitait les prérogatives de l'USTRANSCOM aux temps de guerre. Il s'est donc avéré que les composants de l'USTRANSCOM ont continué à opérer au jour le jour comme avant. Ils contrôlaient leurs fonds industriels et gardaient une responsabilité dans les missions où ils intervenaient seuls, les approvisionnements et la maintenance qui leur étaient destinés et les frets DoD pour les opérations en temps de paix. Ils continuèrent donc à contrôler leurs forces. Il fallut le test d'un conflit réel, Desert Shield/Desert Storm pour rendre l'USTRANSCOM mature et pleinement opérationnel en temps de guerre comme en temps de paix.
Le déploiement stratégique pour les opérations Bouclier du désert et Tempête du Désert est parmi les plus importants de l'histoire. Le TRANSCOM, en concert avec ses composantes, a déplacé dans la zone d'opération du United States Central Command près de 504 000 passagers, 3.7 millions de tonnes de fret et 6.1 millions de tonnes de produits pétroliers en sept mois environ. Cela équivaut en gros au déploiement et à l'approvisionnement de deux corps d'armée, deux forces expéditionnaires des Marines et 28 escadrons tactiques de l'Air Force. Pour paraphraser Churchill: "Aucune nation n'a jamais déplacé autant, si loin, si rapidement."
Le DOD apprit beaucoup à partir du déploiement dans le golfe Persique et, avant tout, que l'USTRANSCOM et ses composants avaient besoin de procéder en temps de paix comme ils l'avaient fait en temps de guerre. En conséquence, le 14 février 1992, le secrétaire à la Défense donna une nouvelle charte à l’USTRANSCOM. Elle fait référence à la mission du commandement, qui est de fournir les transports aériens, terrestres et maritimes du département de la Défense, à la fois en temps de paix et de guerre. La charte a étendu considérablement les prérogatives du commandant de l’USTRANSCOM. Par cette charte, les composants de l’USTRANSCOM dépendent directement du commandant de l’USTRANSCOM. De plus, les départements militaires lui affectent tous les moyens de transport, sauf ceux qui étaient assignés à un seul service ou à un théâtre d’opérations. La charte rend le commandant de l’USTRANSCOM unique responsable Transports pour le DoD avec la même réserve que précédemment.
Parce que l’USTRANSCOM doit répondre rapidement aux objectifs américains dans le monde, le commandement doit porter son attention sur tout le spectre du soutien, des opérations humanitaires jusqu’aux cas d’urgence. En 1995, l’USTRANSCOM a soutenu 76 missions humanitaires et 94 exercices de Joint Chiefs of Staff, impliquant à peu près 80 % des 192 pays. 
Après Bouclier du désert et Tempête du désert, l'USTRANSCOM a continué à prouver sa valeur au travers d'évènements - tels que Desert Thunder (respect des résolutions des Nations unies en Irak), les opérations de l'OTAN contre la Serbie – et les efforts de maintien de la paix – comme, Restore Hope (Somalie), Support Hope (Rwanda), Uphold Democracy (Haïti), Joint Endeavor (Bosnie-Herzégovine), and Joint Guardian (Kosovo). De même, le commandement a apporté son aide à de nombreuses opérations d'aide humanitaire en transportant des vivres aux victimes de catastrophes naturelles. Après les attaques terroristes du 11 septembre 2001 qui ont tué environ 3 000 personnes et en blessèrent plus d'un millier d'autres, l'USTRANSCOM devint un partenaire privilégié dans la guerre globale contre le terrorisme, en apportant son soutien à l'opération Enduring Freedom (Afghanistan) et l'opération Iraqi Freedom (Irak). D'octobre 2001 jusqu'en 2005, l'USTRANSCOM, (ses composants et ses partenaires nationaux) a transporté plus de 2,2 millions de passagers et environ 6,1 millions de tonnes de fret dans le cadre de la guerre contre le terrorisme.
Le 16 septembre 2003, le secrétaire à la défense Donald Rumsfeld a désigné le commandant de l'USTRANSCOM comme le responsable du processus de distribution - Distribution Process Owner (DPO), unique entité pour diriger et superviser l'exécution du système de distribution stratégique. Ceci a pour but d'augmenter l'efficacité et l'interopérabilité du transport – le déploiement, le support et le redéploiement en temps de paix et de guerre.

## Commandants
| N⁰      | Nom                                              | Photo | Entrée en fonction | Fin du commandement |
| ------- | ------------------------------------------------ | ----- | ------------------ | ------------------- |
| 1       | Général Duane H. Cassidy (US Air Force)          |       | 1er juillet 1987   | 21 septembre 1989   |
| 2       | Général Hansford T. Johnson (US Air Force)       |       | 22 septembre 1989  | 24 août 1992        |
| 3       | Général Ronald R. Fogleman (US Air Force)        |       | 25 août 1992       | 17 octobre 1994     |
| 4       | Général Robert L. Rutherford (US Air Force)      |       | 18 octobre 1994    | 14 juillet 1996     |
| 5       | Général Walter Kross (US Air Force)              |       | 15 juillet 1996    | 2 août 1998         |
| 6       | Général Charles T. Robertson, Jr. (US Air Force) |       | 3 août 1998        | 5 novembre 2001     |
| 7       | Général John W. Handy (US Air Force)             |       | 5 novembre 2001    | 7 septembre 2005    |
| 8       | Général Norton A. Schwartz (US Air Force)        |       | 7 septembre 2005   | 11 août 2008        |
| Interim | Vice-Amiral Ann E. Rondeau (US Navy)             |       | 11 août 2008       | 5 septembre 2008    |
| 9       | Général Duncan J. McNabb (US Air Force)          |       | 5 septembre 2008   | 14 octobre 2011     |
| 10      | Général William M. Fraser III (US Air Force)     |       | 14 octobre 2011    | 5 mai 2014          |
| 11      | Général Paul J. Selva (US Air Force)             |       | 5 mai 2014         | 31 juillet 2015     |
| Interim | Vice-Amiral William A. Brown (US Navy)           |       | 31 juillet 2015    | 26 août 2015        |
| 12      | Général Darren W. McDew (US Air Force)           |       | 26 août 2015       | 28 août 2018        |
| 13      | Général Stephen R. Lyons (US Army)               |       | 28 août 2018       | Titulaire actuel    |